# Солянка (Иркутская область)
Солянка — деревня в Эхирит-Булагатском районе Иркутской области России. Входит в состав Капсальского муниципального образования. Находится примерно в 18 км к северо-востоку от районного центра.

## Население
По данным Всероссийской переписи, в 2010 году в деревне проживали 4 человека (2 мужчины и 2 женщины).